# Sociaal-democratisering
Sociaal-democratisering of sociaaldemocratisering is een proces waarbij socialistische of communistische politieke partijen gematigder worden en zich gaan gedragen als hervormingsgezinde sociaaldemocratische partijen. De term wordt soms ook breder gebruikt, voor eender welke politiek die opschuift in de richting van de sociaaldemocratie.
Het is verwant aan het begrip liquidationisme in het marxisme. Liquidationisme, een term van Lenin, is het ideologisch verlaten van de revolutionaire programma, en dus de bestaansreden van een communistische partij. Lenin verweet bepaalde mensjewieken liquidationisme. Latere historische voorbeelden zijn in Italië de PCI (die het communisme in 1989 afzwoer en uiteindelijk opging in de centrumlinkse Democratische Partij) en in Nederland de CPN en SP.
De term wordt soms ook gebruikt voor het proces waarbij een staat de weg inslaat van de sociaaldemocratie, bijvoorbeeld door elementen van de welvaartsstaat over te nemen.